# 雅德馬烏州
雅德馬烏州（Ngardmau）是帛琉16個行政區之一，位於巴伯爾圖阿普島北部雅拉爾德州和埃雷姆倫維州之間，主要旅遊景點有瀑布。
日治時代為鋁土礦的產地，至今仍留存相關設施的遺構。

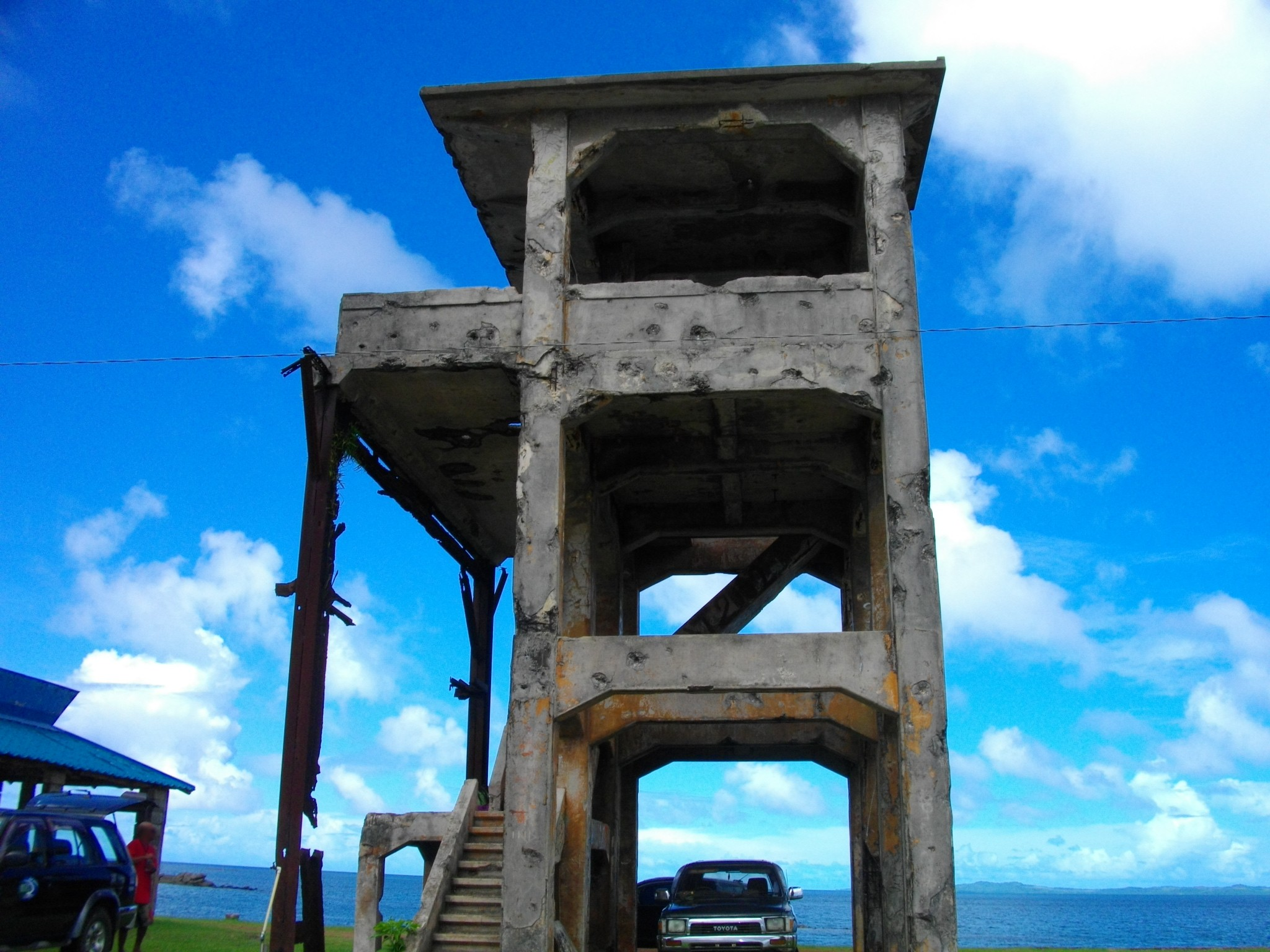
為了鋁土礦採礦所設立的雅德馬烏船塢遺構

## 地理
總面積為53平方公里，根據2015年的統計人口為185人。在3個聚落Ngetbong、Ngerutoi和Urdmau中，共有46戶人家。聚落之間並不存在明確界線。
州內地形起伏大，帛琉最高峰位於雅德馬烏州；納格其恰司山，海拔242公尺。該山南邊的山腳處為巨木森林，棲息著多種鳥類。

## 教育
雅德馬烏小學在1966年設立於南洋廳時期的雅德馬烏國民學校（ガラスマオ国民学校）的校舍裡。
位於科羅爾的帛琉高中是帛琉唯一的高中，因此當地居民會就讀該高中。

## 外部連結
- Official Ngardmau Website
- Seacology Ngardmau State Project

7°36′N 134°33′E / 7.600°N 134.550°E